# ルパート・キャリントン (第7代キャリントン男爵)
第7代キャリントン男爵ルパート・フランシス・ジョン・キャリントン（英: Rupert Francis John Carington, 7th Baron Carrington DL、1948年12月2日 - ）は、イギリスの貴族、政治家。2022年より国務大官の式部卿を務める。翌年のチャールズ3世戴冠式にも参列した。

## 経歴
政治家の第6代キャリントン男爵ピーター・キャリントンと妻アイオナ・マクリーンの息子に生まれた。父ピーターは保守党の政治家で、国防大臣や外務・英連邦大臣を歴任した人物。
イートン・カレッジに学んだのち、ブリストル大学に進学した。1983年にモーガン&グレンフェル投資銀行に就職して4年間勤務した。1987年、財務アドバイザリーを行う会社（Rupert Carington Limited）を立ち上げた。1995年以降、投資信託シュローダー・アジアパシフィック・ファンド会長を務める。
2018年にキャリントン男爵位を継承した。同年、第5代ノースボルン男爵クリストファー・ジェームズの引退に伴い、貴族院における互選の結果、同議員（92人の世襲貴族枠）に選ばれた。

2022年、チャールズ3世が即位した。キャリントンも国王代替わりに伴い、国務大官の式部卿に就任した。翌年、式部卿としてチャールズ3世戴冠式に参列した。

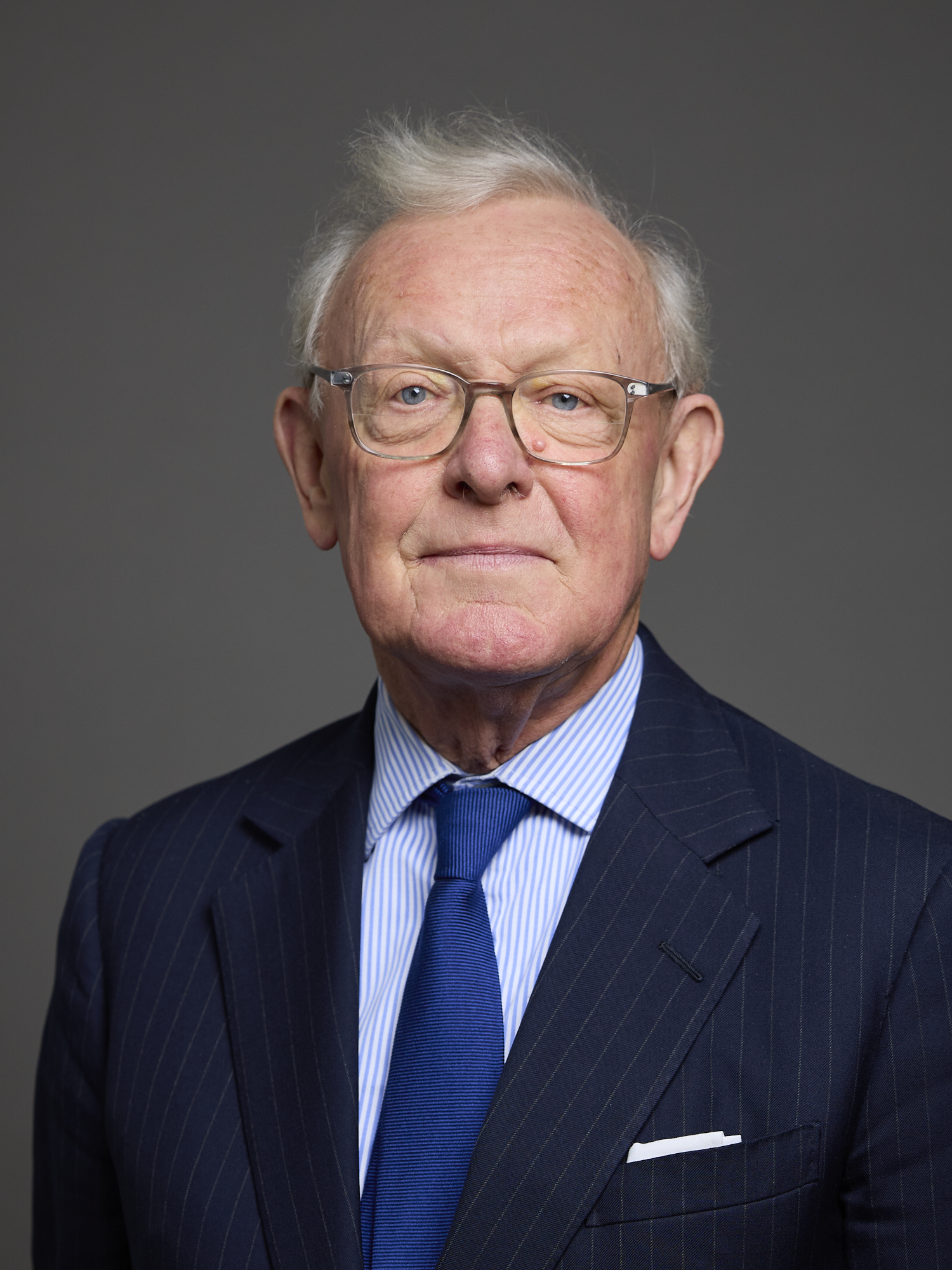
貴族院議員として公表された肖像（2024年）
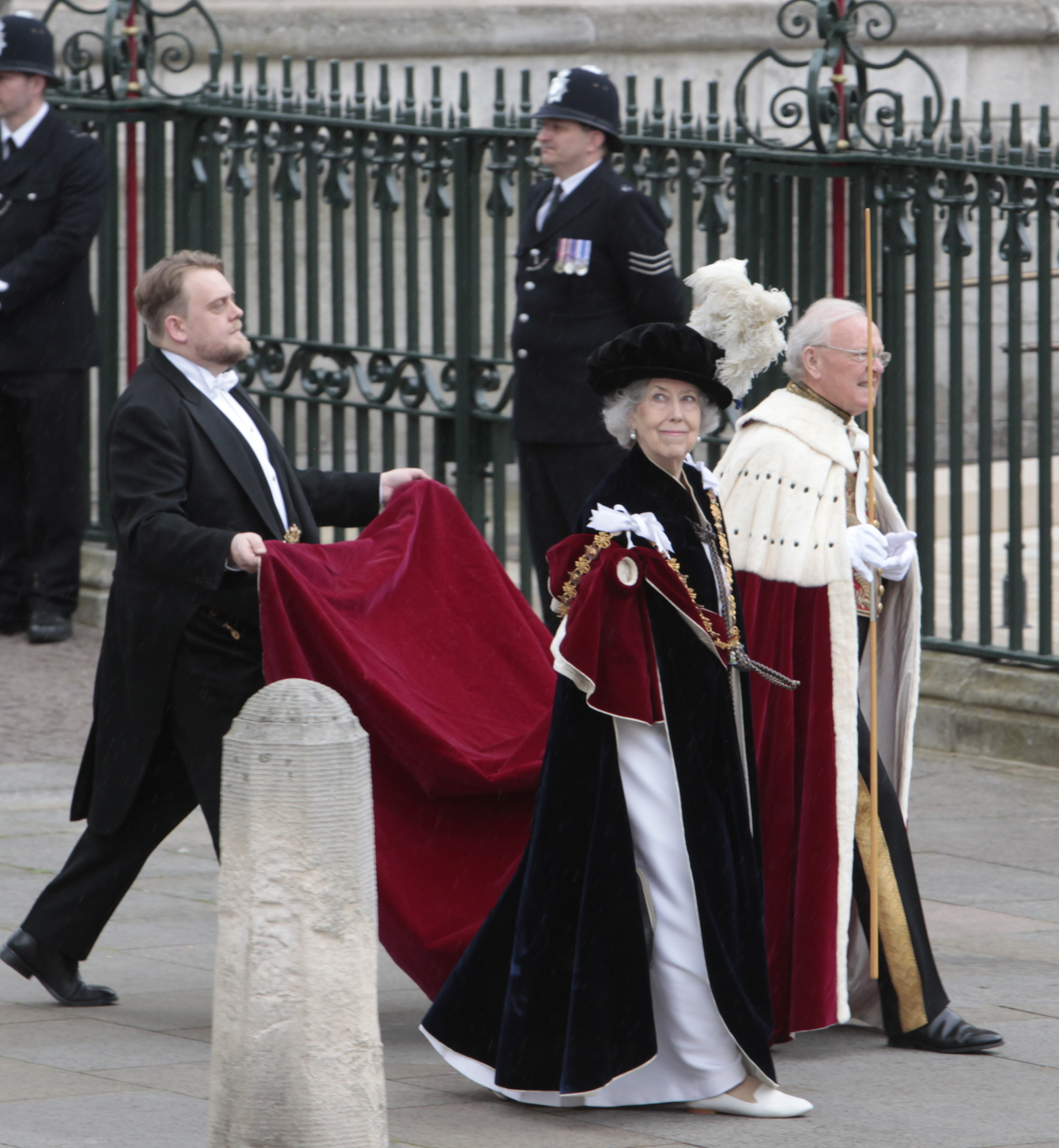
マニンガム＝ブラー女男爵（中）とともにチャールズ3世戴冠式に向かうキャリントン（右）。式部卿のローブ持ち（後方左）を従える。
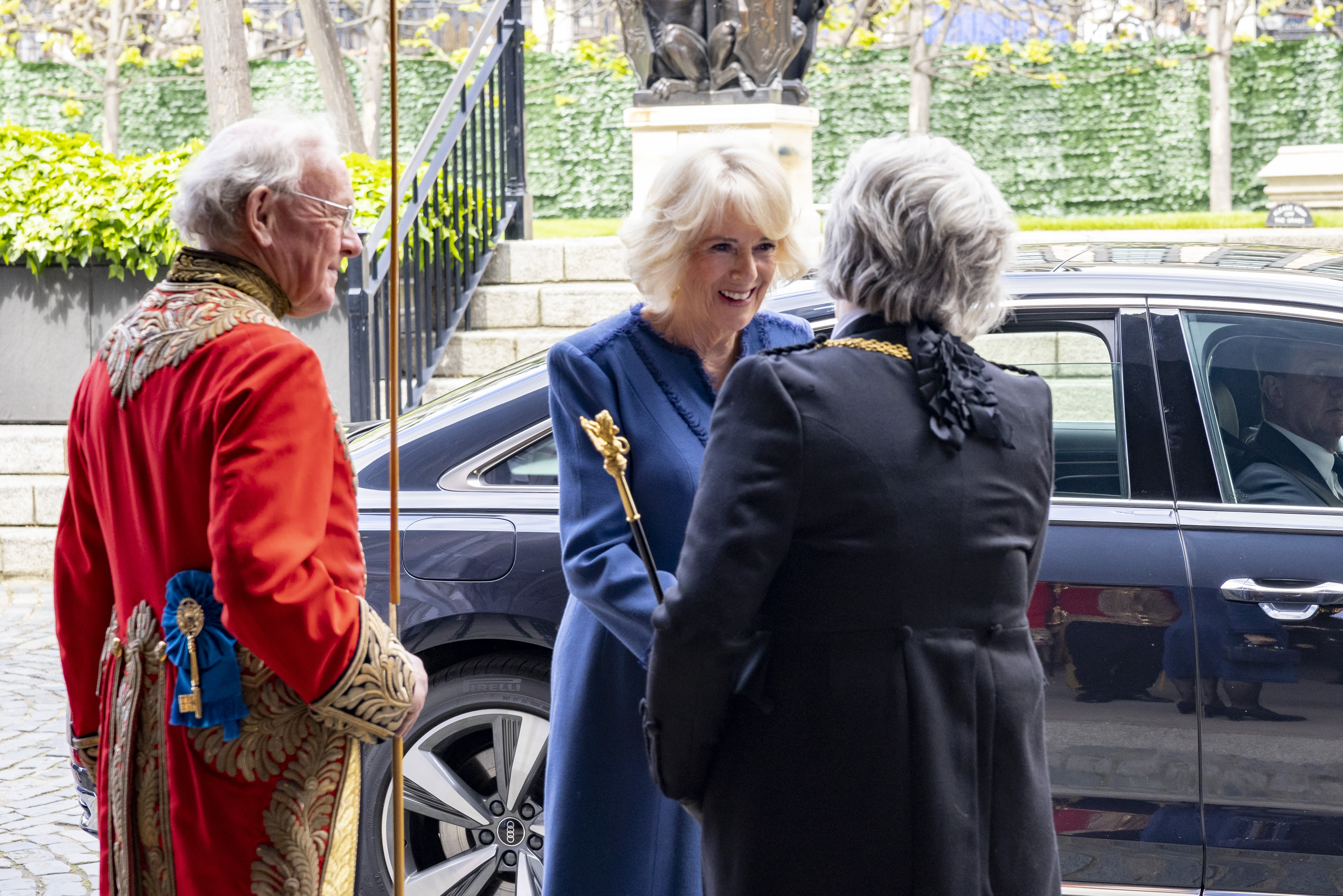
式部卿の制服を着たキャリントンとカミラ妃

## 栄典

### 爵位
父の死去に伴い、以下の爵位を継承した。
- ブルコット・ロッジの第7代キャリントン男爵（7th Baron Carrington, of Bulcot Lodge）
 (1796年7月11日の勅許状によるアイルランド貴族爵位)
- ノッティンガム州アプトンの第7代キャリントン男爵（7th Baron Carrington, of Upton in the County of Nottingham） 
(1797年10月20日の勅許状によるグレートブリテン貴族爵位)

### その他
- 式部卿（国務大官）：2022年 -
- バッキンガムシャー副統監（英語版）（DL）：2005年1月14日 - [2][8]
- バッキンガムシャー州長官（英語版）：2002年[9]

## 私生活
1989年にスペイン出身のダニエラ・ディオッタレーヴィ（伊: Daniela Diotallevi）と結婚し、3人の子をもうけた。
- （長男）ルパート・キャリントン (1990年12月7日 - ) - キャリントン男爵位の法定推定相続人。
- （長女）フランセッサ・オーロラ・キャリントン (1993年 - )
- （次女）イサベラ・イオナ・キャリントン (1995年 - )